# Den helige store martyren Görans kyrka, Hrtkovci
Den helige store martyren Görans kyrka (serbisk kyrilliska: Црква Светог великомученика Георгија; latinska: Crkva Svetog velikomučenika Georgija; kyrkslaviska: Це́рковь свѧтого великомꙋ́ченика Геѡ́ргїѧ Побѣдоно́сца) är en serbisk-ortodox kyrkobyggnad belägen i byn Hrtkovci, i staden Ruma i regionen Srem i provinsen Vojvodina, i norra Serbien.
Kyrkan är helgad åt den romerske soldaten, martyren och helgonet Sankt Göran. Den tillhör det serbisk-ortodoxa stiftet Srems stift.

## Bilder

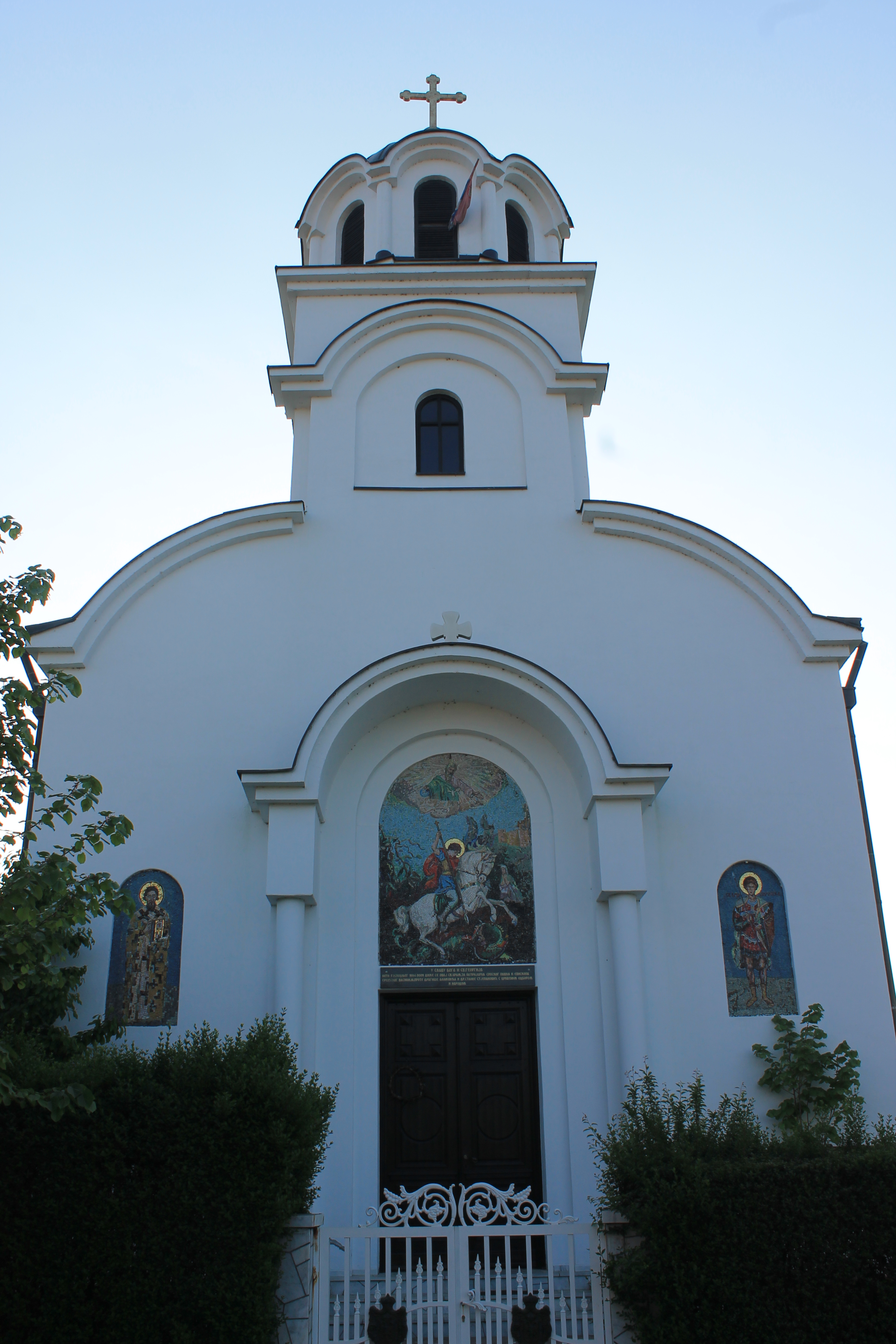
Framsidan och entrén.
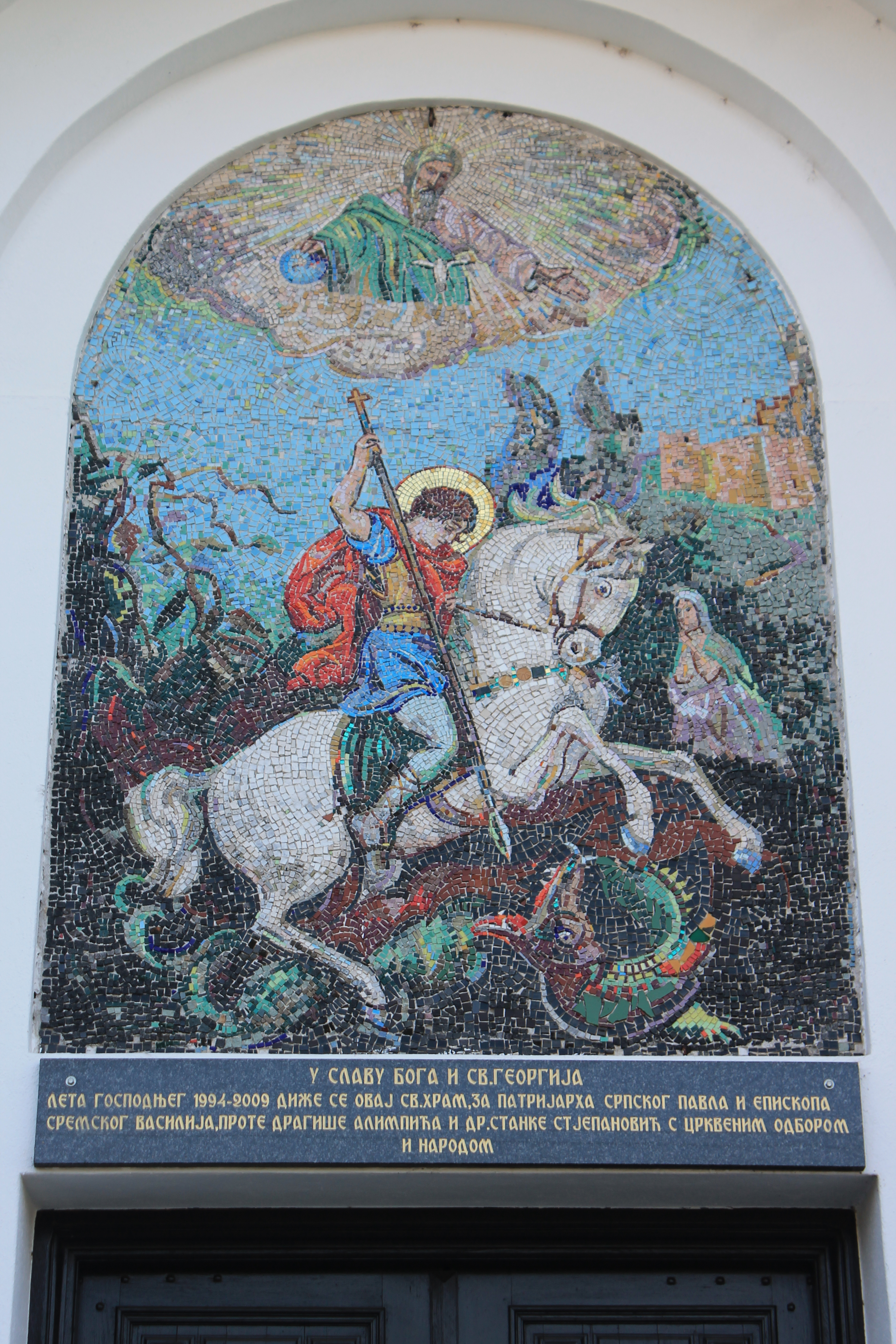
Sankt Göran avbildad ovanför entrén.